# Prinsessan Sofia av Storbritannien
För andra betydelser, se Prinsessan Sofia (olika betydelser).

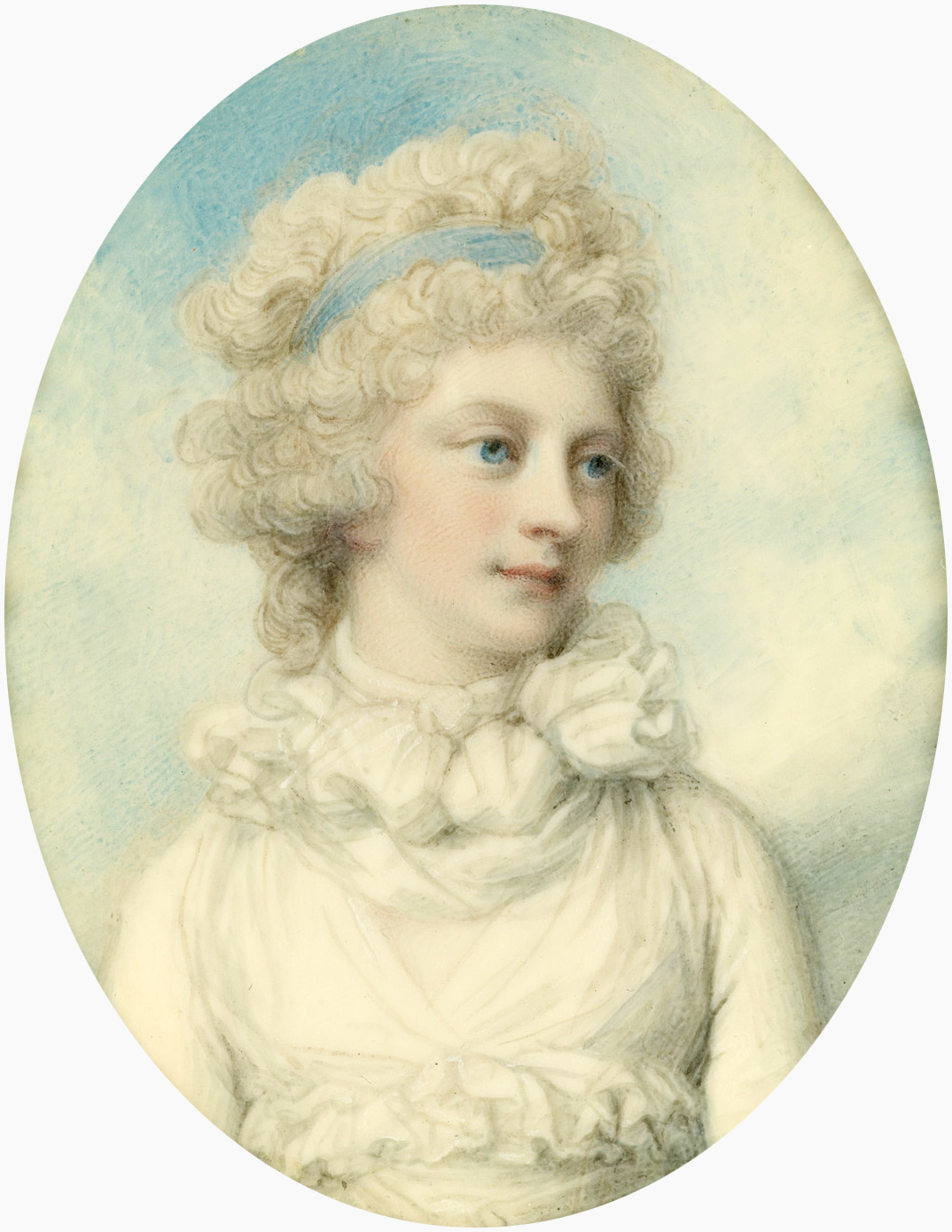
Prinsessan Sofia av Storbritannien

Prinsessan Sofia av Storbritannien (Sofia Matilda), känd som The Princess Sophia, född 2 november 1777, död 27 maj 1848, var en brittisk prinsessa, tolfte barn och femte dotter till kung Georg III av Storbritannien och Charlotte av Mecklenburg-Strelitz. Faster till Viktoria I av Storbritannien.

## Biografi
Prinsessan Sofia föddes på Buckingham Palace i London. Hon och hennes tre yngre systrar undervisades tillsammans i par av tre, liksom deras tre äldre systrar hade blivit, men de tre yngre döttrarna fick en något mindre sofistikerad bildning än sina äldre systrar. De undervisades i musik, dans, konst, engelska, franska, tyska och geografi under överinseende av sin guvernant Lady Charlotte Finch. 
Sofia gjorde sin debut i det vuxna sällskapslivet på sin fars födelsedagsbal 1792. Till skillnad från vad som var normen för prinsessor under hennes samtid blev hon inte bortgift i femtonårsåldern, eftersom hennes far inte ville att hans döttrar skulle gifta sig; dels på grund av hans systrars olyckliga äktenskap utomlands, och dels för att han var nöjd med att behålla dem hemma. De fick istället leva ett överbeskyddat liv som sällskap åt sin mor, fick aldrig träffa personer utanför hovet eller umgås för nära med män. 
Under hennes levnadstid gick det upprepade gånger rykten om att hon hade ett sexuellt förhållande med sin bror Ernst August, hertigen av Cumberland. Det är inte känt om dessa rykten var sanna eller om de spreds ut för att misskreditera Ernst August i hans egenskap av Tory-sympatisör. 
År 1800 ska Sofia ha fött ett barn i hemlighet. Födseln doldes, och barnet, en son, sändes ut till fosterföräldrar. Det uppges att Sofia ibland fick möjlighet att besöka sin son i hemlighet. Det är okänt om fadern till det eventuella barnet var hennes bror, eller hovstallmästare Thomas Garth. 
Sofia uppges ha varit förälskad i Thomas Garth och det förekom spekulationer om att de hade gift sig i hemlighet, men det är obekräftat. Det finns också uppgifter om att hennes bror Ernst August var sexuellt aggressiv och att hans systrar blev varnade om att befinna sig i enrum med honom och att han utsatte Sofia för en våldtäkt, men även detta är obekräftat. Det hela var under åratal föremål för skvaller. 
Den 30 december 1800 skrev Sofia till sin vän Lady Harcourt och beklagade att ett enda misstag skulle förstöra en kvinnans rykte för alltid; att det var orätt att hon skulle drabbas; men att hon skulle stå ut med skvallret med tålamod eftersom hon visste att hon var skyldig till det, och att hon var tacksam för att hennes vänner stod vid hennes sida.
Utåt sade hon i familjekretsen att det var hennes äldsta bror kronprinsen som hade spridit dessa rykten för att Sofia alltid hade stått på sin svägerskas sida i broderns äktenskapliga konflikter. 
I mars 1801 beklagade sig hennes syster Elisabet inför doktor Thomas Willis över de falska rykten som spreds om att Sofia hade fött ett barn i Weymouth föregående sommar.
Sofia förmodas ha fött barnet under okända omständigheter på okänd plats under sin resa till Gloucester Lodge 30 juli 1800; i ett brev hon skrev fem år senare uppgav hon att hennes "gamla sköterska" hade hjälpt henne att dölja händelsen, och det är möjligt att förlossningen kom oväntat och att hon hade varit omedveten om att hon var gravid. 
Den 11 augusti 1800 döptes "Thomas Ward, stranger or foundling, adopted by Samuel and Charlotte Sharland"; Samuel Sharland var en välbärgad skräddare och löjtnant vid Weymouth Volunteers.  
Hennes son adopterades av hennes förmodade älskare general Thomas Garth, som gav barnet samma namn som sig själv och satte honom att studera vid Harrow. Efter skandalen med barnfödseln mottog Sofia aldrig mer några äktenskapsanbud.
Glenbervie skrev 1804 i ett brev: "The foundling which was left at the Tailor's [Samuel Sharland] at Weymouth about two years ago, is now in a manner admitted by the people about the Court to be the Princess Sophia's and, as the story goes, to the General Garth...it is now said the Queen knows that the child is the Princess Sophia's, but that the King does not, but the Queen think Garth the father".
Han lade dock till att prinsessan av Wales hade talat om för Lady Sheffield att det i själva verket var Sofias bror Ernest som var far till barnet.
Det är obekräftat vem som var far till barnet. Barnet bör ha avlats under hösten 1799, och vid den tidpunkten var både Ernest och Garth närvarande på Windsor, och båda kan teoretiskt sett ha varit barnafadern.  
Att general Thomas Garth var älskare till Sofia tycks ha varit känt, och ett brev är bevarat där hon bland annat skrev: "My very dear, dear General... You calling me your S make me proud as Lucifer".
Samtidigt var Ernest närvarande på Windsor vid samma tid och han var känd för att vara sexuellt aggressiv till sådan grad att han vid ett part tillfällen hade fått förhindras att attackera andra personer sexuellt; trettio år senare framkom att brev som hade skrivit till sin älskare Thomas Garth och som sedan kommit i hennes sons ägo, och där Sofia själv hade skrivit att hennes bror Ernest hade gjort "attempts at my person", det vill säga anfallit henne.
Sofias förhållande med Thomas Garth tycks ha avslutats 1805, sedan han hade ställt till skandal genom att ständigt visa sig med sin adoptivson (och hans son med Sofia) i Weymouth varje gång kungafamiljen besökte staden, något som höll liv i skandalen, och Sofia nämner i ett privat brev hur hon hade grälat med Garth om saken. 
Hon nämner hur Garth hade kallat henne självisk men påpekar att allting hade varit bortom hennes kontroll och att hon hade för avsikt att göra vad hon kunde för barnet.
Hon nämner samtidigt att hon var förälskad i en annan person men att hon var medveten om att hon aldrig kunde gifta sig utan att vara ärlig om vad som hade hänt.
När hennes far kungen år 1811 slutligen insjuknade i permanent psykisk sjukdom och hennes bror tronföljaren utsågs till regent, fick systrarna uppleva mer frihet tack vare sin bror prinsregenten. Han lät Maria och Elisabet gifta sig och höjde Sofias och Augustas underhåll, och när modern avled 1818, kunde de två sistnämnda slutligen få egen bostad. Hon var favoritfaster till prinsessan Charlotte Augusta av Wales. År 1828 avled Thomas Garth och lämnade efter sig de kärleksbrev Sofia hade skrivit till honom, och där hon bland annat nämnde att hennes bror hade attackerat henne, något som återigen väckte till liv den gamla skandalen om hennes hemliga födsel och möjliga incest.
I slutet av sitt liv bodde hon på Kensington Palace och blev därmed en av de släktingar som ofta umgicks med sin brorsdotter, den blivande drottning Victoria. Liksom sin svägerska, Victorias mor, gav hon John Conroy ansvaret för sitt kapital. Vid hennes död konstaterades att John Conroy förskingrat hennes pengar. 
Hon levde de sista tio åren av sitt liv som blind. På egen begäran begravdes hon på Kensal Green Cemetery, eftersom hon ville vara nära sin bror Prins August Fredrik, hertig av Sussex.